# Turok: Battle of the Bionosaurs
Turok: Battle of the Bionosaurs és un videojoc creat per Bit Managers per la Game Boy. Es va publicar el 1997, i és part de la saga de videojocs de Turok. Es va fer veure que aquest fos una versió del videojoc de Nintendo 64 Turok: Dinosaur Hunter. Inclou vuit escenaris i un sistema de contrasenyes.